# Casalino
Pour les articles homonymes, voir Casalino (homonymie).
Casalino est une commune italienne d'environ 1 600 habitants, située dans la province de Novare, dans la région du Piémont, dans le nord-ouest de l'Italie.

## Géographie
La commune se compose du chef-lieu d'environ 700 habitants, la plus grande frazione est Cameriano, situé sur la route nationale 11 Padana Superiore (it), avec environ 600 habitants, tandis que les habitants restants résident entre les hameaux de Orfengo, Ponzana et de nombreuses fermes .
Elle constitue un centre agricole calme traversé par les tunnels autoroutiers de l'A26, le chemin de fer de la Ligne de Turin à Milan, à proximité de la capitale provinciale Novare.

## Monuments et patrimoine

### Église di San Pietro

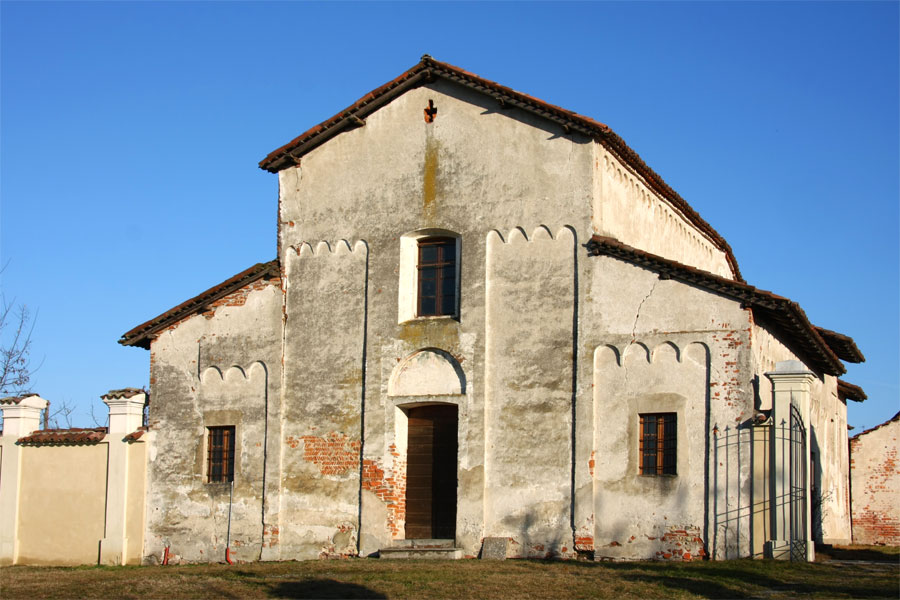
L'église san Pietro

C'est l'ancienne église paroissiale de Casalino construite probablement à la fin du XIe siècle. Le premier témoignage écrite de son existence remonte au 25 mai 1194, date à laquelle a été signé le traité de paix entre Novare et Verceil (connu sous le nom de la paix de Casalino). Le bâtiment possède trois nefs couvertes par un toit en bois. Il a été décoré de fresques dans la seconde moitié du XVe siècle, comme en témoigne la façade, datée de 1479. L'abside a été démolie à la fin du XVIe et au début du XVIIe siècle a été démoli l'abside. Au XIXe siècle, elle a été fortement restaurée à l'extérieur et à l'intérieur, avec une décoration qui rappelle le style gothique. Elle est actuellement fermée pour le culte.

### Église paroissiale dei Santi Pietro e Paolo
Dédiée aux saints Pierre et Paul, elle a été construite au milieu du XIXe siècle par l'architecte Luigi Cerasoli sur la demande du curé Don Giuseppe Silva. Elle est une église néo-classique qui s'ouvre avec un grand pronaos formé par quatre grandes colonnes en granit rouge de Baveno. À l'intérieur se trouvent trois autels: le principal est construit en marbre. Un tableau représentant la Notre Dame du Rosaire et deux autres peintures d'Andrea Miglio dépeignant les saints patrons. 
Le sculpteur Sella a réalisé la statue en bois de la Vierge. elle a été peinte et décorée en 1843 par Gaspare Ranieri, puis une deuxième fois en 1913 sur la base du projet de Giovanni Stura, par le peintre Aluffi. En 1924, elle a été enrichi d'un nouvel orgue fabriqué par la firme Aletti de Monza.

### Monument des sept martyrs
Il s'agit d'un monument situé en bordure de la route principale (Sp.10) entre Casalino et Cameriano, là où sept partisans de Casalino ont été tués par une patrouille fasciste, le 30 mars 1945. Il possède sept croix gravées avec les noms.

### La gare
- Gare de Ponzana, fermée au service des voyageurs, elle a conservé le bâtiment d'origine qui date de 1855[1].

## Administration
| Période                                  | Période  | Identité       | Étiquette | Qualité |
| ---------------------------------------- | -------- | -------------- | --------- | ------- |
| 14 juin 2004                             | En cours | Sergio Ferrari |           |         |
| Les données manquantes sont à compléter. |          |                |           |         |

### Frazione
Cameriano, Orfengo, Ponzana

### Communes limitrophes
Biandrate, Borgo Vercelli (VC), Casalbeltrame, Casalvolone, Confienza (PV), Granozzo con Monticello, Novare, San Pietro Mosezzo, Vinzaglio